# Stavanger/Sandnes
Stavanger/Sandnes este o localitate din comuna Stavanger și Sandnes și Sola și Randaberg, provincia Rogaland, Norvegia, cu o suprafață de 71,71 km² și o populație de 203.771 locuitori (2013).